# Jyske Bank
Jyske Bank es una entidad bancaria danesa, tercer banco de Dinamarca en términos de cuota de mercado. Con sede en la localidad de Silkeborg, tiene más de 4 000 empleados y está presente en Francia, Alemania, Países Bajos, Suiza y Gibraltar (Reino Unido).

## Historia
Jyske Bank es el resultado de la fusión en 1967 de cuatro pequeños bancos de la zona central de Jutlandia: Silkeborg Bank, Kjellerup Bank, Kjellerup Handels-og Landbobank y Handels-og Landbrugsbank, de Silkeborg. La más antigua de estas pequeñas entidades bancarias remonta sus raíces a mediados del siglo XIX. En 2008, Jyske Bank crea una filial bancaria en la capital londinense, en la que tiene oficinas desde 1986. 
En febrero de 2014, Jyske Bank adquiere BRFkredit, un banco especializado en créditos hipotecarios, por 7 400 millones de coronas (1 400 millones de dólares). Algunos hitos de la entidad:
- 1968 - Jyske Bank adquiere Banken for Brædstrup og Omegn.
- 1970 - Jyske Bank adquiere Samsø Bank.
- 1970 - Jyske Bank adquiere Odder Landbobank.
- 1981 - Jyske Bank adquiere la sede en Copenhague de Finansbanken, una compra que le da cobertura nacional.
- 1983 - Jyske Bank adquiere Vendelbobanken.
- 1989 - Jyske Bank adquiere Holstebro Bank.
- 2011 - Jyske Bank adquiere una parte determinante de Fjordbank Mors.
- 2013 - Jyske Bank adquiere Spar Lolland.

## Intereses Negativos desde 2019
El Jyske Bank fue pionero al lanzar a finales de 2019 la primera hipoteca en el mundo con intereses negativos, al -0.5 % anual. Poco tiempo después, Nordea Bank Abp siguió el ejemplo con la misma tasa negativa a 10 años, y una tasa muy baja de 0.5 % a 30 años.

## Subsidiarias
- JN Data A/S
- Jyske Finans A/S
- Silkeborg Datacentral A/S

## Marcas internacionales o subsidiarias
- Jyske Bank (Suiza)
- Jyske Bank Ltd. (Gibraltar)
- Jyske Bank, Filiale Hamburg (Alemania)
- Jyske Bank (Francia)
- Berben's Effectenkantoor B.V. (Países Bajos)

### Copenhague
La oficina de Copenhague fue inaugurada en 1966 por Finansbanken y asumida por Jyske Bank en 1981.

### Hamburgo
Desde 1985, Jyske Bank ha estado presente en Hamburgo, aunque desde 2011 dispone de oficina para dar acceso a sus clientes a la cartera de servicios de banca privada desde Hamburgo.

### Gibraltar
La oficina de Gibraltar fue fundada por A.L. Galliano Bankers Ltd., el banco familiar más antiguo de Gibraltar, que data de 1855. En 1987, el banco fue asumido por Jyske Bank y actúa como banco local de Gibraltar y como entidad bancaria internacional privada.